# فرانچسکو سکیاری
فرانچسکو سکیاری (ایتالیایی: Francesco Secchiari؛ زادهٔ ۲۴ اوت ۱۹۷۲) دوچرخه‌سوار اهل ایتالیا است.